# Tristesa dels cítrics
El virus de la tristesa dels cítrics (VTC) és una malaltia viral que es difon en camp d'arbres malalts a sans per mitjà de pugons. Originària de l'Àsia, on es va manifestar en la segona meitat del segle xix en introduir el taronger agre (Citrus aurantium) després d'una forta epidèmia de la putrefacció del peu de l'arrel causada per Phytophthora citrophthora i es va estendre a totes les zones citrícoles del món ocasionant la mort de més de 116 milions d'arbres (més de 40 milions al País Valencià). Des de la seua aparició s'han realitzat nombroses proves amb taronger amarg en diversos països.
La verdadera expansió de la tristesa als cítrics va ser a principis del segle XX quan la citricultura es va fer comercial a causa de la introducció de material vegetal infectat. Els anys 1930, per a descriure un símptoma dels cítrics consistent en un ràpid marciment es va utilitzar el terme de 'tristesa'. Posteriorment, el 1946, es va associar aquesta síndrome a un virus transmès per àfids denominat "Tristesa dels cítrics" (CTV).
El virus causa el símptoma de marciment pel seu efecte en els teixits conductors just davall de la unió varietat peu. És membre del grup dels closterovirus que es caracteritzen per tindre partícules filamentoses de 2000 nm de llarg i 30 nm d'ample, disseminant‐se en la naturalesa per mitjà d'àfids vectors. El virus presenta diverses races diferenciades per les seues característiques serològiques i gravetat d'atac en les combinacions taronger dolç sobre taronger amarg.
Ataca només els cítrics, llimeres i pomelos.